# Simatai
Simatai (chinois : 司馬臺 ; pinyin : Sīmǎtái) est une section de la Grande Muraille de Chine située dans le xian de Miyun, à environ 120 km du centre de Pékin en direction de Chengde.

## Histoire
La première muraille à cet endroit datait des années 550-577. Elle fut reconstruite en 1368-1398 sous la dynastie Ming et n'a pas fait l'objet depuis d'importantes restaurations.
Au début des années 1970, le site de Simatai fut endommagé par une unité de l'Armée de libération du peuple qui détruisit environ trois kilomètres de la muraille pour construire des baraquements. Les paysans utilisèrent ensuite à leur tour les pierres pour bâtir leurs maisons. En 1979, les soldats reçurent l'ordre de reconstruire la partie démantelée de la muraille.

## Description
D'une longueur de cinq kilomètres, elle arbore 34 tours de guet et est reliée à la section de Jinshanling via un pont suspendu. 
La section de Simatai est l'une des plus escarpées et des plus abruptes de la Grande Muraille de Chine au sommet de crêtes rocheuses en lame de rasoir de la montagne de Yanshan. Son point culminant, situé à 986 m d'altitude, est la « tour des lumières de Pékin ».
Le professeur Luo Zhewen (en), spécialiste de la Grande Muraille, considère Simatai comme la section la plus belle de la Grande Muraille. L'UNESCO l'a inscrite au patrimoine mondial.